# Enalapril
L'enalapril és un fàrmac inhibidor de l'enzim conversiu de l'angiotensina (IECA) utilitzat en el tractament de la hipertensió arterial i la insuficiència cardíaca.
A Espanya està comercialitzat com EFG Acetensil, Baripril, Dabonal, Herten, Naprilene i Renitec.

## Mecanisme d'acció
L'enalapril actua disminuint la concentració d'angiotensina II que actua com a vasoconstrictor. Això provoca una vasodilatació i una reducció de l'aldosterona.

## Indicacions i posologia
Generalment, l'enalapril és un fàrmac que s'utilitza en el tractament de la hipertensió arterial (HTA) i la insuficiència cardíaca.

## Efectes secundaris
Tots els fàrmacs poden desencadenar efectes secundaris no desitjats. En aquest cas, els efectes secundaris que pot provocar l'enalapril són: cefalea, mareig, depressió, visió borrosa, alteracions cardíaques, dolor toràcic, dolor abdominal, diarrea, nàusees, vòmits, etc.

## Precaucions
A l'hora de prendre aquest fàrmac, en certes situacions, cal tenir tota una sèrie de precaucions.
- Insuficiència renal: ajustar les dosis. Contraindicat si l'individu és tractat amb aliskiren.
- Insuficiència hepàtica: precaució, control de l'aparició d'icterícia o alteracions del fetge.
- Embaràs: en el cas d'embaràs no està recomanada l'administració d'enalapril durant el primer trimestre i està contraindicat per fetotoxicitat (hipotensió, disminució de la funció renal, etc) durant el segon i tercer trimestre.
- Lactància: aquest fàrmac s'ha d'evitar durant la lactància, ja que s'elimina per la llet humana, entre altres vies d'eliminació.